# Bralon Taplin
Bralon Taplin (* 8. Mai 1992 in St. George’s) ist ein grenadischer Sprinter, der sich auf den 400-Meter-Lauf spezialisiert hat.

## Sportliche Laufbahn
Erste internationale Erfahrungen sammelte Bralon Taplin 2014 bei den Commonwealth Games in Glasgow, bei denen er über 400 Meter bis in das Halbfinale gelangte. Anschließend gewann er bei den U23-NACAC-Meisterschaften in Kamloops die Silbermedaille. 
2015 qualifizierte er sich für die Teilnahme an den Panamerikanische Spielen in Toronto, bei denen er mit 47,61 s in der ersten Runde ausschied. Taplin qualifizierte sich auch für die Weltmeisterschaften in Peking, bei denen er aber auch mit 46,27 s in der Vorrunde ausschied. 
2016 erfolgte die Teilnahme an den Hallenweltmeisterschaften in Portland, bei denen er im Finale mit 46,56 s den vierten Platz belegte. Während der Freiluftsaison qualifizierte er sich für die Olympischen Spiele in Rio de Janeiro, bei denen er mit 44,45 s im Finale den siebten Platz belegte. 
2018 nahm Taplin erneut an den Hallenweltmeisterschaften in Birmingham teil und wurde dort im Vorlauf über 400 Meter disqualifiziert. Im April belegte er bei den Commonwealth Games im australischen Gold Coast in 45,38 s den fünten Platz. 
2019 nahm er erneut an den Panamerikanischen Spielen in Lima teil und belegte dort in 46,01 s den achten Platz über 400 Meter.

## Dopingsperre
Da sich Taplin nach dem Sieg bei einem Meeting am 13. April 2019 in seinem Heimatland Grenada einem Dopingtest entzogen hatte, indem er das Stadion und danach das Land mit einem Flugzeug verließ, wurde er für vier Jahre gesperrt. Taplin ging in Berufung und gab an keine Aufforderung zur Kontrolle erhalten zu haben, was der Internationale Sportgerichtshof (CAS) für „unplausibel“ hielt und das Urteil der karibischen Anti-Doping-Agentur am 19. Mai 2020 bestätigte. Die Sperre gilt bis zum 24. September 2023.

## Persönliche Bestzeiten
(Stand: 20. Mai 2020)
- 100 Meter: 10,53 s (−0,4 m/s), 24. März 2012 in El Paso
- 200 Meter: 20,83 s (+0,4 m/s), 5. April 2012 in San Angelo
  - 200 Meter (Halle): 20,80 s, 17. Januar 2015 in College Station
  - 300 Meter (Halle): 31,97 s, 14. Februar 2017 in Ostrava (grenadischer Rekord)
- 400 Meter: 44,38 s, 15. Juli 2016 in Monaco
  - 400 Meter (Halle): 44,88 s, 3. Februar 2018 in College Station